# Raimundo Sarriegui

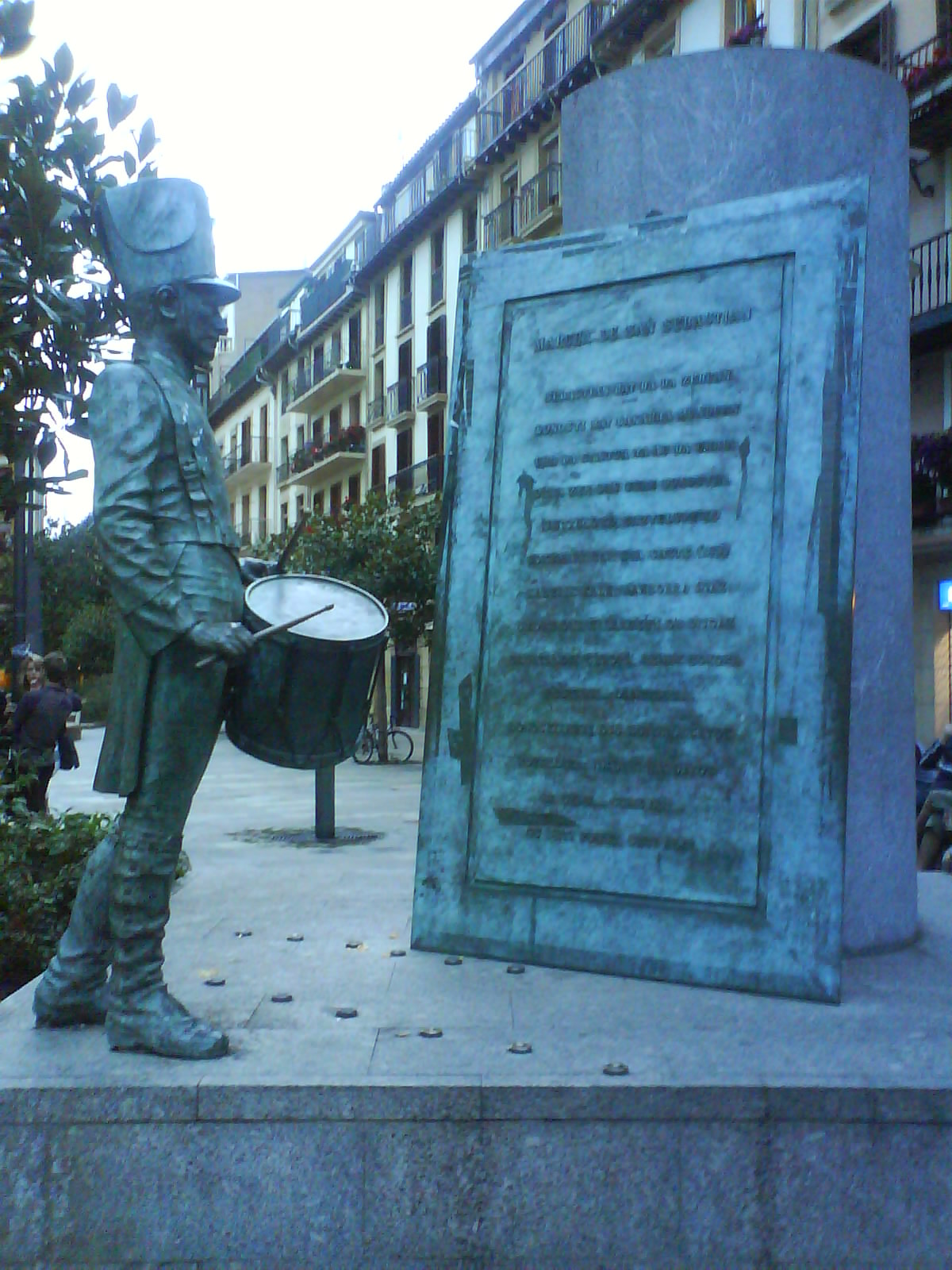
Escultura en homenaje al músico y a la Tamborrada en la Plaza Sarriegi de San Sebastián

Raimundo Sarriegui Echeberría (en euskera: Raimundo Sarriegi Etxeberria) (San Sebastián, País Vasco, 15 de marzo de 1838 -ibid., 23 de abril de 1913) fue un músico popular español conocido principalmente como autor de la Marcha de San Sebastián, del resto de composiciones musicales que se interpretan en la Tamborrada de San Sebastián y en sus carnavales tradicionales.

## Biografía
Nació en un caserío (llamado "Etxeberri" o "Kojaenea") del barrio de Egia de San Sebastián, a finales de la primera guerra carlista en el seno de una familia de labradores, aunque durante muchos años se creyó que era natural de la calle Puyuelo (actual Fermín Calbetón) de la Parte Vieja.
Desde pequeño estuvo relacionado con la música. Comenzó siendo tiple en la iglesia de Santa María y posteriormente fue reconocido tenor en la Parroquia de San Vicente. Fue discípulo del maestro José Juan Santesteban el “maisuba” y su alumno preferido.
Creó y dirigió su propia charanga, “La Cítara”, y colaboró con el movimiento musical donostiarra de aquella época, “La Euterpe”. Compuso música para el Carnaval Donostiarra, como la Comparsa del Dios Momo, Comparsa de los Caldereros de la Hungría, Comparsa de Iñudes y Artzaias, Caballería de Gallos, Caballería de viejas, Entierro de la Sardina… Sus obras más conocidas son, por supuesto, los Tatiago, Iriyarena… que forman la Comparsa de la Tamborrada. 
En 1861, sin cumplir todavía 23 años, compuso la Marcha de San Sebastián.
También escribió otro tipo de obras musicales como la zarzuela “Pasayan” o “Petra Chardiñ saltzallia”. Asimismo compuso obras para voces, como “Beti maite” ó “Illunabarra”, esta con letra del poeta tolosarra Ramón Artola. Igualmente escribió para txistu un “Contrapás” dedicado a su ahijado Eusebio Basurko, un “Minueto”, o el conocido “Alkate soñua” que hoy en día interpreta la Banda Municipal de Txistularis cuando acompaña al Ayuntamiento donostiarra en corporación.
Fue el compositor de la música popular donostiarra, música que el pueblo escuchaba, cantaba y bailaba con alegría y sencillez. Tiene una plaza y un monumento en su honor en la Parte Vieja de San Sebastián.